# Gonzalo Bergara
Gonzalo Bergara (* 1980) ist ein argentinischer Musiker des Bluesrock und Gypsy-Jazz  (Gitarre, Bandoneon).

## Leben und Wirken
Bergara gründete bereits mit elf Jahren eine eigene Band, mit der er Songs des argentinischen Rockstars Pappo und andere Klassiker des Blues und der Rockmusik coverte. Er begann mit 16 Jahren als professioneller Musiker in Buenos Aires aufzutreten; mit 17 Jahren trat er mit eigenem Trio im nationalen argentinischen Fernsehen auf. Im Jahr 2000 zog er in die Vereinigten Staaten; dort entstanden Aufnahmen mit Tim Hausser, Sylvie Vartan, Dan Hicks and the Hot Licks, John Jorgenson und Howard Alden. Er tourte weltweit mit dem Quintett von John Jorgenson. 
2007 legte Bergara das Album Porteña Soledad vor, mit dem er Einflüsse von Django Reinhardt und dem Hot Club de France mit argentinischer Musik verknüpfte. Mit seinem Quartett, zu dem Jeffrey Radaich, Rhythmusgitarre, Rob Hardt, Klarinette, Tenorsaxophon, und Brian Netzley, Kontrabass, gehörten, nahm er 2009 die EP Djangophonic auf, dem die Alben Simplicated (2011) und Walking Home (2012) folgten. 
Gemeinsam mit Adrien Moignard (sowie dem Bassisten Jérémie Arranger) entstand 2013 das Album Classico. 2014 erschien mit dem Cuarteto Argentino das Album Ansiedad, 2016 im Trio (mit Mariano D'Andrea und Maximiliano Bergara) Zalo‘s Blues. Weiterhin arbeitet Bergara mit seinem eigenen Quartett, zu dem Leah Zeger (Geige), Max O’Rourke (Rhythmusgitarre) und PJ Wyderkamit (Bass) gehören, aber auch mit Accordi Disaccordi, mit dem Hot Club of Hulaville, Harmonious Wail sowie mit dem New Hot Club of America. Bergara unternahm weltweite Tourneen und trat auf zahlreichen Festivals wie dem Festival International de Jazz de Montréal, dem Playboy Jazz Festival und dem Festival in Samois-sur-Seine auf. 2009 veröffentlichte er die DVD Live au Throckmorton Theatre. Auch legte er das zweibändige Gitarren-Lehrbuch How I Learned: Gypsy Jazz Instruction vor.